# Crypthelia eueides
Crypthelia eueides is een hydroïdpoliep uit de familie Stylasteridae. De poliep komt uit het geslacht Crypthelia. Crypthelia eueides werd in 1986 voor het eerst wetenschappelijk beschreven door Cairns. 